# Carl Staudt
Carl Staudt, auch Karl Staudt (* 18. April 1890 in Düsseldorf; † 19. Oktober 1968 ebenda; vollständiger Name: Carl Wilhelm Franz Staudt), war ein deutscher Architekt.

## Leben

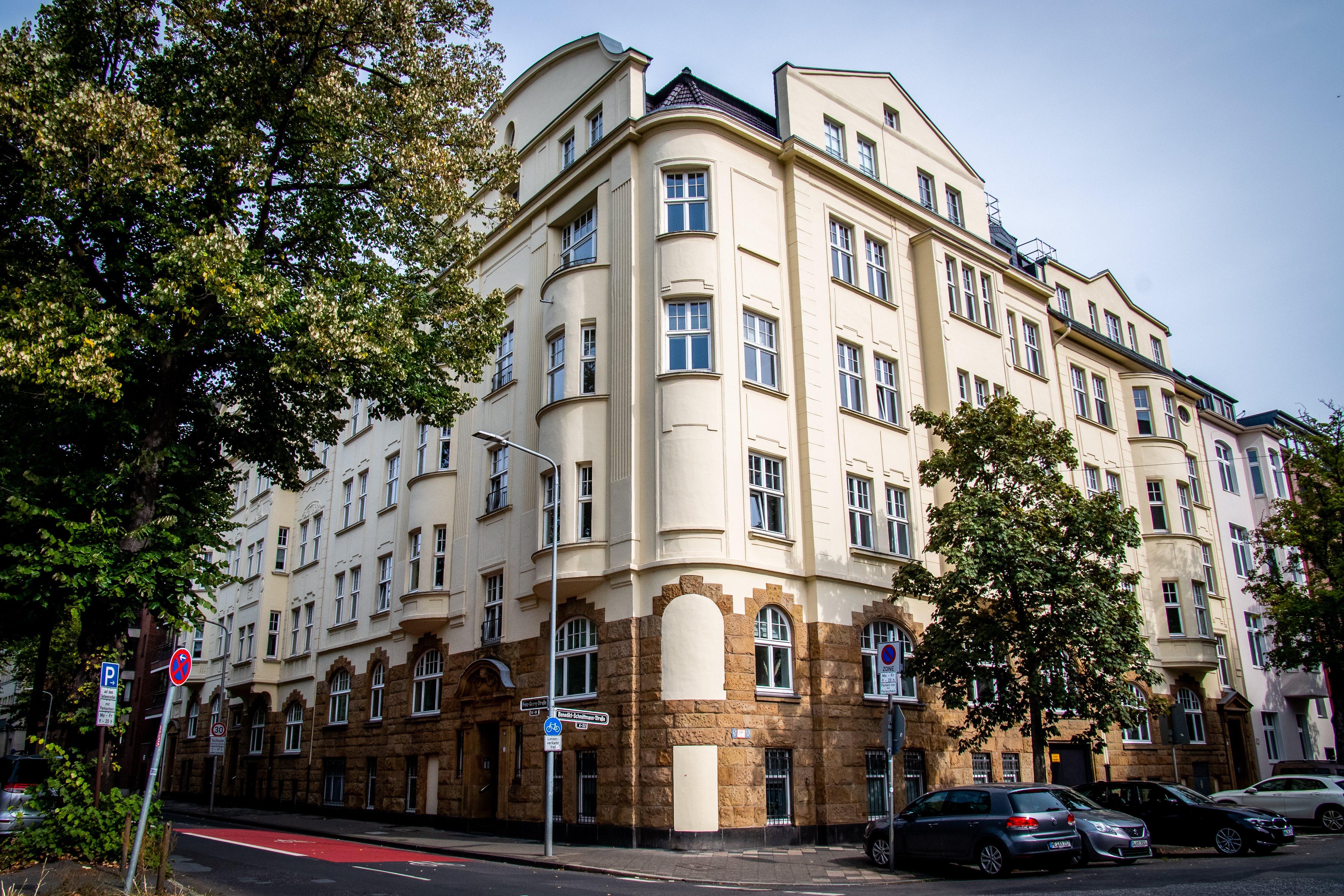
Prinz-Georg-Straße 94–98, Benedikt-Schmittmann-Straße 4, Düsseldorf

Staudt war ein in Düsseldorf tätiger Architekt der Neuen Sachlichkeit bzw. des Neuen Bauens. 1924 hatte er sein Büro im Haus Prinz-Georg-Straße 98. Er war Mitglied im Bund Deutscher Architekten. Eine Weile lebte er in Rickelrath bei Wegberg.

## Bauten und Entwürfe (Auswahl)

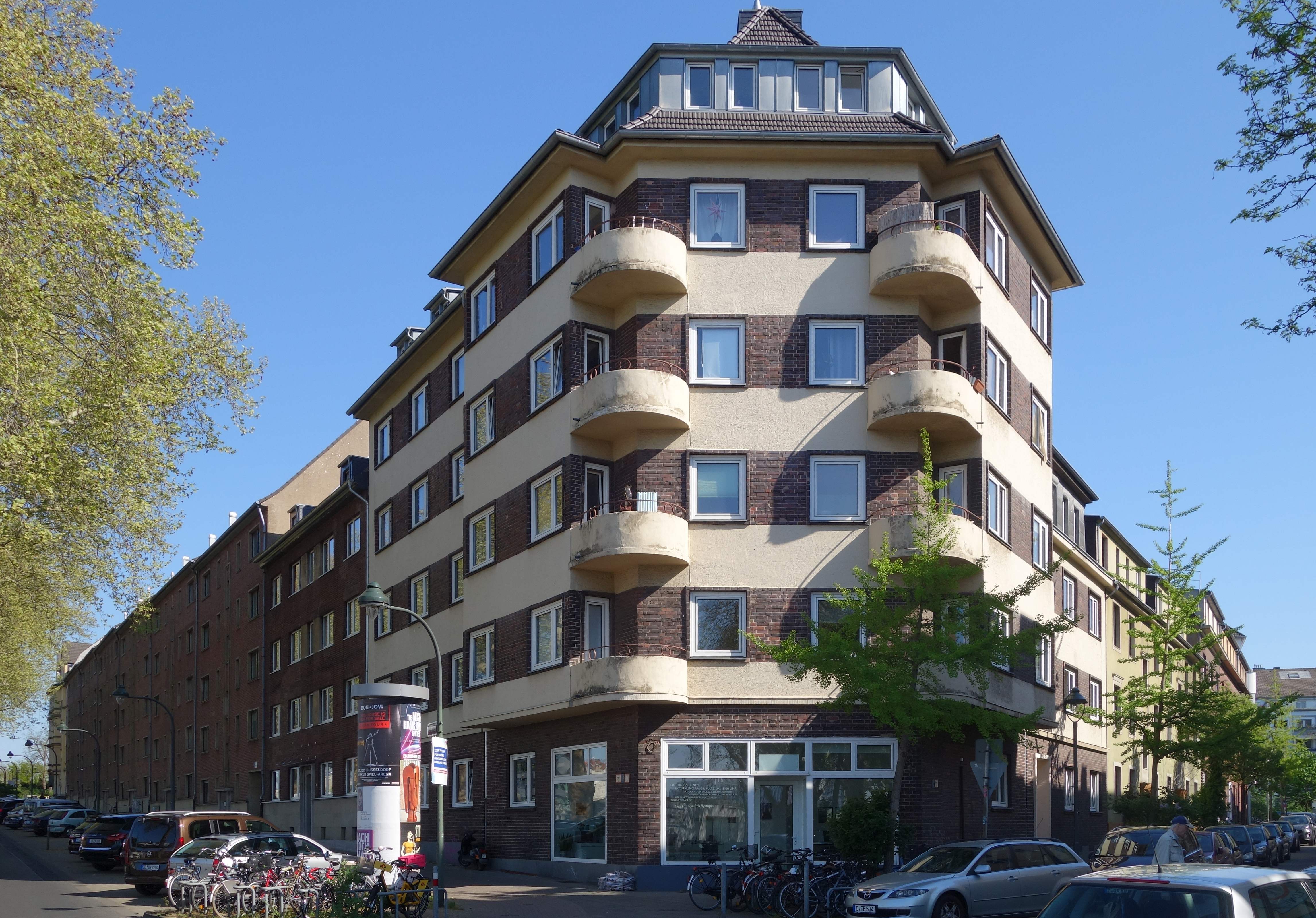
Wohnhaus Düsselkämpchen 2 (1931)

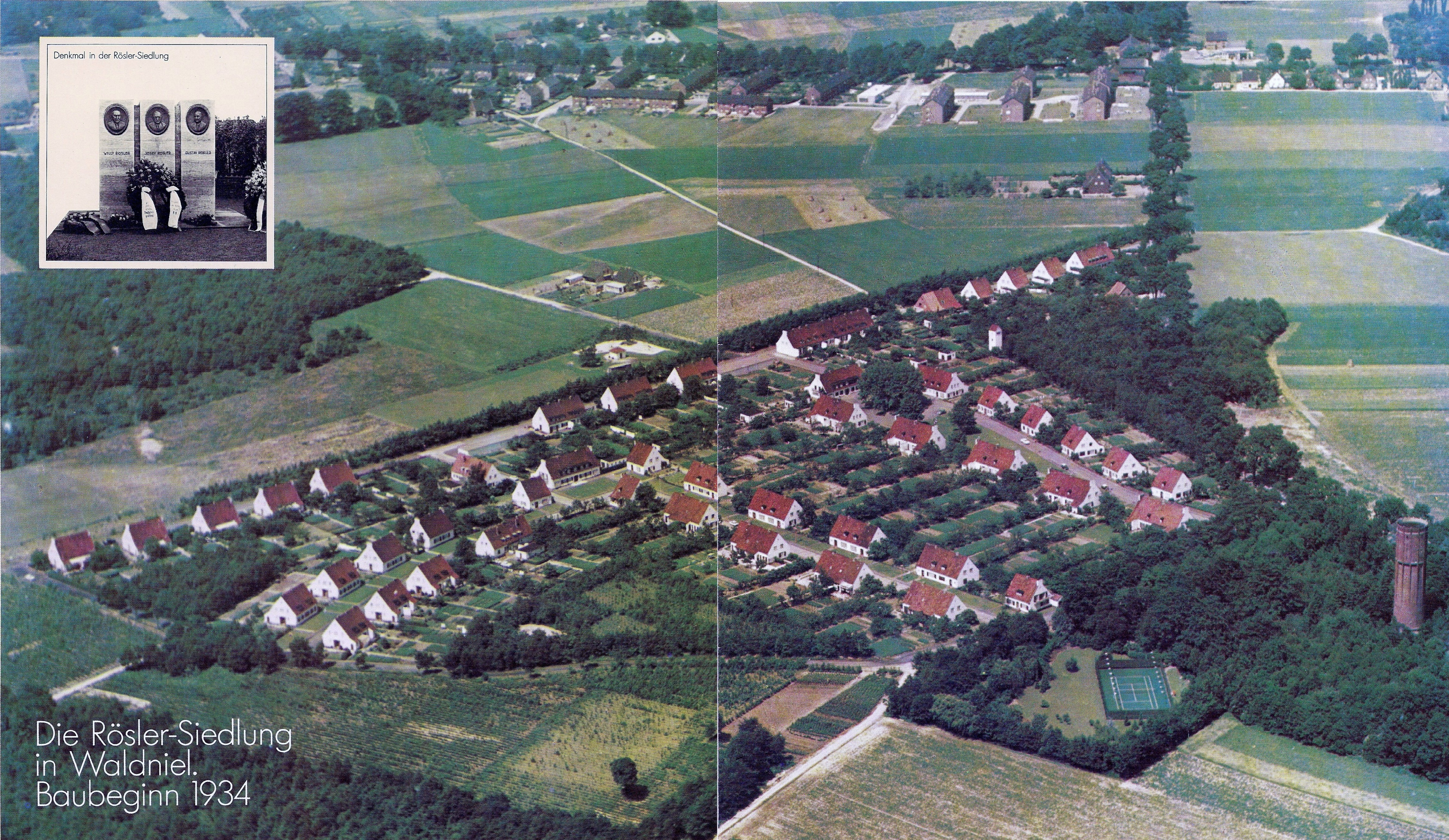
Rösler-Siedlung mit dem Denkmal für die Gebr. Rösler in Waldniel (ab 1934)

- 1922–1923: Verwaltungsgebäude der Maschinenfabrik Pieron in Bocholt, Münsterstraße 76 / Königsmühlenweg (gemeinsam mit Fritz Becker, heute Stadtarchiv Bocholt, seit 2002 unter Denkmalschutz)
- 1927–1928: Wohnhaus Kaiser-Friedrich-Ring 24 in Düsseldorf-Oberkassel (seit 1984 unter Denkmalschutz)
- 1928: Hochgarage in Krefeld, Stephanstraße 55 (1983 abgerissen)[3]
- 1928: Wohnhaus Zu den Eichen 6 in Düsseldorf-Stockum (seit 1983 unter Denkmalschutz)
- 1929: Wohnhaus Homberger Straße 18 in Düsseldorf-Golzheim[4]
- 1929–1930: Opel-Garage, Autohaus mit Großgarage in Düsseldorf-Flingern-Süd, Kettwiger Straße 69 / Behrensstraße (heute Baumarkt Bauhaus, seit 2004 unter Denkmalschutz)[5]
- vor 1933: Umbau eines Gebäudes für das Textil-Einzelhandelsunternehmen Peek & Cloppenburg in Düsseldorf
- vor 1933: Gaststätte Salvator Bräustübl in Düsseldorf
- 1931: Umbau des Apollo-Theaters in Düsseldorf zum Kino (nach Zerstörung im Zweiten Weltkrieg von Ernst Huhn wiederaufgebaut, 1966 abgerissen)
- 1931: Mehrfamilienwohnhaus Düsselkämpchen 2 / Ahnfeldstraße in Düsseldorf-Düsseltal (seit 1984 unter Denkmalschutz)
- ab 1934: Rösler-Siedlung in Schwalmtal-Waldniel (Werkssiedlung der Rösler Draht AG)[6]
- 1939: Umbau der Festhalle Viersen
- 1950–1960: Rösler-Denkmal in der Rösler-Siedlung in Schwalmtal-Waldniel (lange eingelagert, seit 2002 unter Denkmalschutz, 2015 neu aufgestellt)
- 1951: Erweiterung der Rösler-Siedlung in Schwalmtal-Waldniel[7]
- 1951: Umbau des Kinos Metropol in Düsseldorf-Bilk, Brunnenstraße 20[8]
- 1956: Kino Luxor-Filmtheater in Düsseldorf-Mörsenbroich, Münsterstraße / Vogelsanger Weg (Mitarbeiter: Bernd Machatzke)[9]
- Bauten am Grenzlandring in Wegberg[10]